# Бердигестјах
Бердигестјах (рус. Бердигестях) - градић и административни центар Горњег рејона у централном делу Јакутије.
Село се налази 185 км западно од Јакутска на ријеци Мата (базен Лене). Основан је 1931. године. Кроз територију насеља пролази федерални аутопут „ Виљуј“.
У Бердигестјаху постоје две образовне установе: Бердигестјашка гимназија и Бердигестјашка средња школа „ СП Данилов“. У селу је такође присутан дечји и омладински спорт, плес и музичка школа.
Има 6.377 становника (2013).

## Становништво
| 1959. | 1970. | 1979. | 1989. | 2002. | 2010. |
| ----- | ----- | ----- | ----- | ----- | ----- |
| 1.665 | 2.968 | 4.004 | 5.030 | 6.149 | 6.462 |